# 드래곤 리 (고양이)
드래곤 리(Dragon Li)는 중국의 고양이 품종이다. 중국의 고양이 종족인 리후앙마오(Lihu mmāo)에서 유래한 것으로, 중국 민간 설화에 등장하는 토종 고양이이다. 표준화된 품종은 중국 고양이 애호가 협회(CAA)가 승인했다.

## 신체적 특징
드래곤 리는 독특한 금갈색의 범무늬, 독특한 귀, 크고 둥근 아몬드 모양의 빛나는 노란색과 녹색의 눈, 야생성을 연상케 하는 육중한 몸매를 보인다.